# Yoshitoshi Mori
Yoshitoshi Mori (森 義利, Mori Yoshitoshi, 31 de outubro de 1898 – 29 de maio de 1992) foi um artista japonês especializado em impressões kappazuri (impressas monocromaticamente). Ele foi por muitos anos membro do movimento mingei de revivamento da arte folclórica japonesa. Ele começou sua carreira produzindo tecidos que tinham estampas impressas utilizando estêncil e, posteriormente, começou a produzir gravuras. Suas obras tiveram influências fortes em grandes gravuristas japoneses do século XX, como Shiko Munakata, que também era um artista mingei.
Os trabalhos de Mori geralmente representam cenas do teatro kabuki, ou assuntos que de alguma forma se relacionem com tradições e festividades folclóricas do Japão. O colecionador de arte Ren Brown, especialista em gravuras japonesas modernas e contemporâneas, diz da obra de Yoshitoshi que “as figuras são geralmente carregadas de uma simplicidade que consegue demonstrar uma imensa energia, vitalidade e movimento. [...] Mori é conhecido por usar sempre tons terrosos em seu trabalho, e por posicionar suas imagens em uma dinâmica massa relativamente contorcida”.

## Vida e carreira
Mori nasceu em Tóquio, em 1898. Ele se iniciou nos estudos da arte na Escola de Belas Artes Kawabata e trabalhou primariamente com artes têxteis por muitos anos. Foi durante seus estudos que ele conheceu e começou a trabalhar com Serizawa Keisuke e Yanagi Sōetsu, fundadores do movimento mingei, dando início ao seu envolvimento na tendência e também ao estudo de novas técnicas de tintura com estêncil.
Só a partir dos anos 1950 que Mori começou a trabalhar com gravura em papel, rapidamente se tornando um dos artistas mais importantes para o movimento sosaku-hanga. Em 1962, ele foi duramente criticado por Yanagi Sōetsu, que o acusou de ter abandonado o movimento mingei; depois disso, ele acabou por se distanciar ainda mais, e se voltou mais exclusivamente para suas gravuras kappazuri em papel.
Yoshitoshi Mori exibiu suas obras em inúmeras exposições individuais ao redor do Japão durante a década de 1960, e participou de trinta exposições internacionais entre 1957 e 1977. Ele recebeu um título de doutor honorário da Universidade de Maryland, nos Estados Unidos, em 1984, e foi formalmente honrado pelo Governo Metropolitano de Tóquio. Ele morreu em 29 de maio de 1992, aos 94 anos, alguns dias depois do encerramento de sua exposição individual final na galeria da loja de departamento Wako, em Tóquio.